# Vol Braniff International Airways 250
Le 6 août 1966, un BAC 1-11 assurant le vol Braniff International Airways 250 s'est écrasé dans un champ à proximité de Falls City, dans le Nebraska, alors qu'il reliait Kansas City, dans le Missouri, à Omaha, dans le Nebraska. Les 38 passagers et quatre membres d'équipage ont péri.
La cause probable de l'accident est une défaillance structurelle en vol, causée par des turbulences extrêmes dans des conditions météorologiques dangereuses mais évitables. Il s'agit du premier accident aérien mortel impliquant un BAC 1-11 sur le territoire américain.

## Avion et équipage
L'appareil impliqué est un BAC 1-11-203AE, un avion de ligne court/moyen-courrier de fabrication britannique, immatriculé N1553. Il a été fabriqué par British Aircraft Corporation en décembre 1965 et totalise 2 307 heures de vol et 2 922 cycles (décollages/atterrissages) au moment de l'accident. Il était propulsé par deux turboréacteurs à double flux, de type Rolls-Royce Spey 506-14/15.
L'équipage était composé du commandant de bord Donald Pauly (47 ans), du copilote James Hilliker (39 ans) et de deux agents de bord.
Le commandant Pauly était un pilote très expérimenté, avec 20 767 heures de vol à son actif, dont 549 heures sur BAC 1-11. Il possédait des qualifications pour d'autres appareils, notamment le Douglas DC-3, le Douglas DC-6, le Douglas DC-7 et le Convair 240.
Le copilote Hilliker était moins expérimenté, avec 9 269 heures de vol, dont 685 heures sur BAC 1-11. Selon le rapport du NTSB, il avait des qualifications pour le BAC 1-11 et sur le Convair 240.

## Déroulement du vol
Le vol 250, qui était exploité par Braniff International Airways, effectuait un vol intérieur régulier entre La Nouvelle-Orléans et Minneapolis, avec des escales prévues à Shreveport, Fort Smith, Tulsa, Kansas City et Omaha. L'avion a quitté Kansas City à 22 h 55, avec une autorisation pour un vol IFR à destination d'Omaha, à 20 000 pieds (6 100 m).
Cependant, l'équipage demanda à rester à 5 000 pieds (1 520 m), en raison des conditions météorologiques. Le vol 250 resta à une altitude de 6 000 pieds (1 830 m), jusqu'à ce que l'autorisation soit reçue à 23 h 06 pour descendre à 5 000 pieds. À 23 h 08, l'équipage contacta un autre vol de Braniff International Airways qui venait de quitter l'aéroport Eppley d'Omaha, qui signala des turbulences modérées à légères.
Environ quatre minutes plus tard, le vol 250 entra dans un courant d'air ascendant, dans une zone de ligne de grains active, composé d'orages violents. L'appareil accéléra violemment vers le haut et dans un roulis à gauche. À ce moment-là, l'empennage horizontal droit et la gouverne de direction cédèrent. L'avion se mit alors à piquer du nez et en une ou deux secondes, l'aile droite se détacha également. L'avion se disloqua en flammes jusqu'à entrer en vrille, avant de percuter le sol à environ 11 km au nord-nord-est de Falls City, dans le comté de Richardson, dans un champ de soja situé à seulement 150 m d'une ferme, à peu près à mi-chemin entre Kansas City et Omaha.

## Enquête
La réglementation de Braniff International Airways interdisait à un avion de traverser une zone où il y avait une ligne continue d'orages ; néanmoins, les prévisions de la compagnie étaient quelque peu inexactes en ce qui concerne le nombre et l'intensité des orages et l'intensité des turbulences associées. Les agents d'opérations de la compagnie aérienne savaient que leur vol 255 avait retardé d'une heure son départ de Sioux City vers Omaha, afin de permettre à la tempête de passer ; ils savaient également que leur vol 234 entre Saint-Louis à Des Moines avait été dérouté vers Kansas City en raison de la tempête.
Ils n'ont pas informé l'équipage de ces événements, pensant qu'ils étaient trop loin de la route du vol 250 pour être pertinents. L'équipage était cependant conscient du mauvais temps et le copilote a suggéré de contourner l'activité orageuse présente dans la zone. Le commandant de bord a plutôt choisi de poursuivre le vol vers les abords de la ligne de grains.
Il convient de noter que cet accident est le premier impliquant un avion immatriculé aux États-Unis, dans lequel un enregistreur phonique (CVR) a été utilisé pour l'enquête. Juste avant l'accident, l'appareil a enregistré le commandant Pauly demandant au copilote Hilliker de régler les paramètres de puissance des moteur. Il a été interrompu au milieu d'une phrase par des secousses si violentes qu'aucun autre dialogue n'a pu être discerné sur l'enregistrement, qui a continué même après que les ailes et la queue se soient séparées de l'avion.
Étant donné que l'enregistreur de paramètres (FDR) a été détruit lors de l'accident, les changements sonores lors des secousses seront plus tard utilisés pour estimer les changements de vitesse et d'altitude de l'avion pendant l'accident.

## Conséquences
À l'occasion du 40e anniversaire de l'accident en 2006, un mémorial a été érigé sur le lieu du crash. Un événement commémoratif du cinquantième anniversaire, organisé par la société historique du comté, a réuni une centaine de personnes en 2016.